# Barrow (Lancashire)
Barrow es una localidad situada en el condado de Lancashire, en Inglaterra (Reino Unido), con una población estimada a mediados de 2016 de 948 habitantes.
Se encuentra ubicada en el centro de la región Noroeste de Inglaterra, cerca de la frontera con la región de Yorkshire y Humber, de la ciudad de Lancaster —la capital del condado—, de la costa del mar de Irlanda y a poca distancia al norte de las ciudades de Liverpool y Mánchester.